# Tremellodendropsis
Tremellodendropsis är ett släkte av svampar. Enligt Catalogue of Life ingår Tremellodendropsis i ordningen Auriculariales, klassen Agaricomycetes, divisionen basidiesvampar och riket svampar, men enligt Dyntaxa är tillhörigheten istället familjen Tremellodendropsidaceae, ordningen gelésvampar, klassen Tremellomycetes, divisionen basidiesvampar och riket svampar.
|                    | Auriculariaceae |
|                    | |
|                    | Stypella |
|                    | |
| Tremellodendropsis | \| \| Tremellodendropsis semivestita \| \| \| \| \| \| Tremellodendropsis flagelliformis \| \| \| \| \| \| Tremellodendropsis pusio \| \| \| \| \| \| Tremellodendropsis transpusio \| \| \| \| \| \| Tremellodendropsis tuberosa \| \| \| \| \| \| Tremellodendropsis clavulinoides \| \| \| \| |
|                    | \| \| Tremellodendropsis semivestita \| \| \| \| \| \| Tremellodendropsis flagelliformis \| \| \| \| \| \| Tremellodendropsis pusio \| \| \| \| \| \| Tremellodendropsis transpusio \| \| \| \| \| \| Tremellodendropsis tuberosa \| \| \| \| \| \| Tremellodendropsis clavulinoides \| \| \| \| |
|                    | Oliveonia |
|                    | |
|                    | Gloeotromera |
|                    | |
|                    | Guepinia |
|                    | |
|                    | Patouillardina |
|                    | |
|                    | Elmerina |
|                    | |
|                    | Heterorepetobasidium |
|                    | |
|                    | Basidiodendron |
|                    | |
|                    | Protomerulius |
|                    | |
|                    | Ceratosebacina |
|                    | |
|                    | Hauerslevia |
|                    | |
|                    | Serendipita |
|                    | |
|                    | Renatobasidium |
|                    | |
|                    | Microsebacina |
|                    | |
|                    | Endoperplexa |
|                    | |
|                    | Heteroscypha |
|                    | |
|                    | Protodaedalea |
|                    | |
|                    | Metabourdotia |
|                    | |
|                    | Ductifera |
|                    | |
|                    | Protoradulum |
|                    | |
|                    | Protohydnum |
|                    | |
|                    | Heteroacanthella |
|                    | |
|                    | Pseudohydnum |
|                    | |
|                    | Tremellodendropsis semivestita |
|                    | |
|                    | Tremellodendropsis flagelliformis |
|                    | |
|                    | Tremellodendropsis pusio |
|                    | |
|                    | Tremellodendropsis transpusio |
|                    | |
|                    | Tremellodendropsis tuberosa |
|                    | |
|                    | Tremellodendropsis clavulinoides |
|                    | |

|  | Tremellodendropsis semivestita    |
|  |                                   |
|  | Tremellodendropsis flagelliformis |
|  |                                   |
|  | Tremellodendropsis pusio          |
|  |                                   |
|  | Tremellodendropsis transpusio     |
|  |                                   |
|  | Tremellodendropsis tuberosa       |
|  |                                   |
|  | Tremellodendropsis clavulinoides  |
|  |                                   |

## Bildgalleri

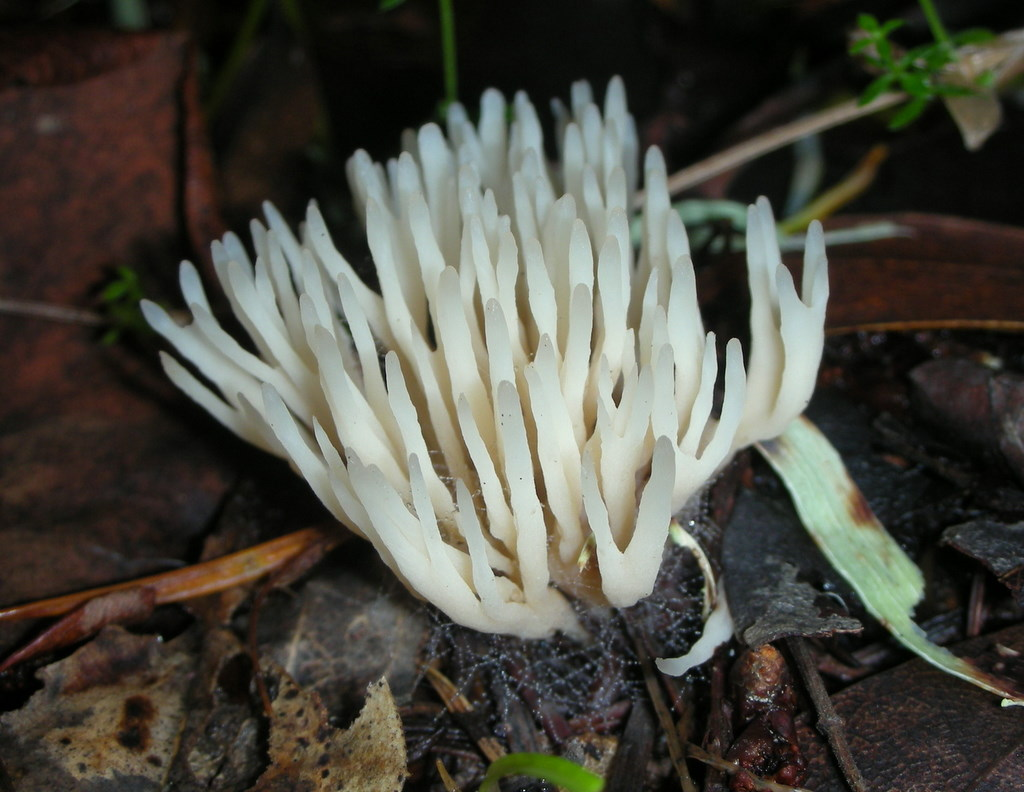